# 5142 Okutama
Az 5142 Okutama (ideiglenes jelöléssel 1990 YD) a Naprendszer kisbolygóövében található aszteroida. T. Hioki és S. Hayakawa fedezte fel 1990. december 18-án.